# Доба. Сповідь молодого бандерівця
«Доба. Сповідь молодого бандерівця» — книга українського шоумена, співака Антіна Мухарського. Видана як спільний видавничий проєкт мистецької агенції «Наш Формат» та видавництва «Зелений пес» 2013 року.

## Про книгу
Автор описує книгу, як «Неполіткоректний роман про визвольні змагання 1989—1993 років».
Робота над книгою почалась 1994 року. Написавши два розділи, Антін отримав гран-прі літературної премії «Гранослов». Юрій Мушкетик, який тоді був Головою Спілки письменників, позитивно оцінив книгу. Книгу було закінчено та видано лише через 18 років.
Книга складається з передмови, 4 частин («Ніч», «Ранок», «День» та «Вечір») та епілогу.
2012 року вийшла аудіоверсія книги, текст читає автор.